# Список объектов культурного наследия Кирова
Список объектов культурного наследия (ОКН) Кирова составлен в соответствии с перечнями объектов культурного наследия, опубликованными на сайте Правительства Кировской области.
Перечни объектов культурного наследия Кирова делятся на перечень объектов федерального значения, регионального значения и местного значения. Данные объекты включены в реестр Министерства культуры. Объекты, в свою очередь, делятся на памятники истории, архитектуры и археологии. Список ОКН формируется посредством постановки объекта на охрану указом Президента и регистрации объекта Приказом Министерства культуры. Помимо указанных видов объектов культурного наследия существуют выявленные ОКН — они в реестр Минкульта не включены. Общий список всех видов объектов опубликован на официальном сайте Правительства Кировской области.

### Условные обозначения
Объекты федерального значения обозначены в таблице флагом России , регионального значения — флагом субъекта , местного значения— флагом муниципалитета . 
В графе Статус памятники истории обозначены сокращением ист., памятники архитектуры — сокращением арх., выявленные памятники — сокращением выяв.
В графе наименований для части объектов могут быть показаны неофициальные наименования (в законе они могут именоваться иначе). Под наименованием у ОКН федерального, регионального и местного значения указаны их номер из реестра Минкульта.
Сортировка произведена по адресу объекта. В законе используется иная сортировка.

## Памятники истории
| Наименование | Наименование | Год постройки | Архитектор | Тип                       | Статус | Адрес                                                                          | Фото |
| --- | --- | --- | --- | ------------------------- | ------ | ------------------------------------------------------------------------------ | ---- |
| Парковые сооружения: №431420074720006 | Парковые сооружения: №431420074720006 | Парковые сооружения: №431420074720006                                                                                      | Парковые сооружения: №431420074720006                                                                                      | Россия                    | арх.   | Александровский сад                                                            |      |
| | 1) Береговая ротонда, центральная ротонда №431410074720046 | 1836 | | Россия                    | арх.   | Александровский сад                                                            |      |
| | 2) Две беседки №431410074720066 | | | Россия                    | арх.   | Александровский сад                                                            |      |
| | 3) Входной павильон №431410074720026 | 1838-1840 | | Россия                    | арх.   | Александровский сад                                                            |      |
| | 4) Ограда №431410074720056 | | | Россия                    | арх.   | Александровский сад                                                            |      |
| Здание, где боевая дружина оказала вооруженное сопротивление воинскому отряду и полиции №431610614110005 | Здание, где боевая дружина оказала вооруженное сопротивление воинскому отряду и полиции №431610614110005 | 1905 | | Кировская область         | ист.   | Водопроводная, 32                                                              |      |
| Дом, где проходили заседания Вятского комитета РСДРП в 1904-1905 годах №431711294440005 | Дом, где проходили заседания Вятского комитета РСДРП в 1904-1905 годах №431711294440005 | | | Кировская область         | ист.   | Володарского, д. 2                                                             |      |
| Дом, в котором в 1881-1894 гг. жил писатель Грин Александр Степанович №461410014980006 | Дом, в котором в 1881-1894 гг. жил писатель Грин Александр Степанович №461410014980006 | | | Россия                    | ист.   | Володарского, 44                                                               |      |
| Кинотеатр "Победа" | Кинотеатр "Победа" | | | выяв.                     |        | Володарского, 103 а                                                            |      |
| Дом Васнецовых Виктора Михайловича и Аполлинария Михайловича №431510396510006 | Дом Васнецовых Виктора Михайловича и Аполлинария Михайловича №431510396510006 | 1890-е гг. | | Россия                    | ист.   | Володарского, 116                                                              |      |
| Дом, в котором в 1835—1837 гг. жил, находясь в ссылке, революционер-демократ Герцен Александр Иванович №461410019150006 | Дом, в котором в 1835—1837 гг. жил, находясь в ссылке, революционер-демократ Герцен Александр Иванович №461410019150006 | 1816-1817 | Н. А. Андреевский | Россия                    | ист.   | Герцена, 1 (Казанская, 79)                                                     |      |
| Жилой дом Л. Никитина | Жилой дом Л. Никитина | | | выяв.                     | арх.   | Герцена, 7 / Ленина, 88                                                        |      |
| Дом В. Б. Хохрякова (Вятская публичная библиотека) №431510429960005 | Дом В. Б. Хохрякова (Вятская публичная библиотека) №431510429960005 | 1792 | | Кировская область         | арх.   | Герцена, 50                                                                    |      |
| Ансамбль Трифонова монастыря: №431520260210006 | Ансамбль Трифонова монастыря: №431520260210006 | XVII-XVIII вв | | Россия                    | арх.   | Горбачёва, 4                                                                   |      |
| | 1) Успенский собор №431510260210066 | 1684-1689 | | Россия                    | арх.   | Горбачёва, 4                                                                   |      |
| | 2) Надвратная церковь №431510260210046 | 1751 | | Россия                    | арх.   | Горбачёва, 4                                                                   |      |
| | 3) Трёхсвятительская церковь №431510260210026 | 1730 | | Россия                    | арх.   | Горбачёва, 4                                                                   |      |
| | 4) Благовещенская церковь№431510260210016 | 1728 | | Россия                    | арх.   | Горбачёва, 4                                                                   |      |
| | 5) Настоятельский корпус№431510260210036 | 1719, 1838 | | Россия                    | арх.   | Горбачёва, 4                                                                   |      |
| | 6) Братский корпус№431510260210076 | 1742, 1832 | | Россия                    | арх.   | Горбачёва, 4                                                                   |      |
| | 7) Подсобные помещения№431510260210086 | 1740-е | | Россия                    | арх.   | Горбачёва, 4                                                                   |      |
| | 8) Башня северо-западная | 1993 (восст.) | | выяв.                     |        | Горбачёва, 4                                                                   |      |
| | 9) Башня юго-западная | 1994 (восст.) | | —                         | арх.   | Горбачёва, 4                                                                   |      |
| | 11) Кельи братские | 1764 | | выяв.                     |        | Горбачёва, 4                                                                   |      |
| | 12) Колокольня | 1994-1997 (восст.) | | выяв.                     |        | Горбачёва, 4                                                                   |      |
| | 13) Ограда | 2-я пол. XVIII | | —                         |        | Горбачёва, 4                                                                   |      |
| | 14) Монастырская поварня | 2-я пол XVIII | | выяв.                     |        | Горбачёва, 4                                                                   |      |
| | 15) Деревянная часовня | 1990 (восст.) | | выяв.                     |        | Горбачёва, 4                                                                   |      |
| | Юго-восточная угловая башня и ограда | | | выяв.                     |        | Горбачёва, 4                                                                   |      |
| Комплекс домов служителей кафедрального собора №431420080080006 | Комплекс домов служителей кафедрального собора №431420080080006 | Комплекс домов служителей кафедрального собора №431420080080006                                                            | Комплекс домов служителей кафедрального собора №431420080080006                                                            | Россия                    | арх.   |                                                                                |      |
| | 1) Дом | 1804 | Ф. М. Росляков | Кировская область         | арх.   | наб. Грина, 15                                                                 |      |
| | 2) Дом | 1804 | Ф. М. Росляков | Кировская область         | арх.   | наб. Грина, 17                                                                 |      |
| | 3) Дом | 1804 | Ф. М. Росляков | Кировская область         | арх.   | наб. Грина, 19                                                                 |      |
| | 4) Дом (прим.: согласно списку не входит в состав комплекса) | | | выяв.                     |        | наб. Грина, 21                                                                 |      |
| Архитектурный комплекс Присутственных мест: №431620614800005 | Архитектурный комплекс Присутственных мест: №431620614800005 | Архитектурный комплекс Присутственных мест: №431620614800005                                                               | Архитектурный комплекс Присутственных мест: №431620614800005                                                               | Кировская область         | арх.   |                                                                                |      |
| | 1) Северный корпус №431610614800025 | 1787-1791 | Ф. М. Росляков | Кировская область         | арх.   | Динамовский пр-д, 2                                                            |      |
| | 2) Южный корпус №431610614800015 | 1787-1790 | Ф. М. Росляков | Кировская область         | арх.   | Динамовский пр-д, 4                                                            |      |
| Преображенская церковь Преображенского женского монастыря №451210005860006 | Преображенская церковь Преображенского женского монастыря №451210005860006 | 1696 1803 1809 1827 | Никонов Иван Чернятев Тихон Старков Михайло Москвитинов Исак Ф. М. Росляков Тюрин Федор А. И. Шестаков                     | Россия                    | арх.   | Динамовский пр-д, 6                                                            |      |
| Здание духовной консистории | Здание духовной консистории | | | выяв.                     |        | Динамовский проезд, 18                                                         |      |
| Комплекс архиерейского подворья. Службы | Комплекс архиерейского подворья. Службы | | | выяв.                     |        | Динамовский проезд, 20                                                         |      |
| Дом архиерейских певчих №431711308020005 | Дом архиерейских певчих №431711308020005 | | | Кировская область         | арх.   | Динамовский пр-д, 26                                                           |      |
| Александровский костел №431610614980005 | Александровский костел №431610614980005 | 1899-1903 | | Кировская область         | арх.   | Дерендяева, 46                                                                 |      |
| Ансамбль городской усадьбы купца Ивана Ивановича Лебедева | Ансамбль городской усадьбы купца Ивана Ивановича Лебедева | Ансамбль городской усадьбы купца Ивана Ивановича Лебедева                                                                  | Ансамбль городской усадьбы купца Ивана Ивановича Лебедева                                                                  | выяв.                     |        |                                                                                |      |
| | Жилой дом | | | выяв.                     |        | Дерендяева, д. 61                                                              |      |
| | Жилой дом | | | выяв.                     |        | Дерендяева, д. 61а                                                             |      |
| Спасский собор с двумя палатками на паперти №431610649130015 | Спасский собор с двумя палатками на паперти №431610649130015 | 1769 | | Кировская область         | арх.   | Казанская, 50                                                                  |      |
| Дом М. Т. Окулова (полицейское управление) № 431510396390006 | Дом М. Т. Окулова (полицейское управление) № 431510396390006 | 1795 | Ф. М. Росляков | Россия                    | арх.   | Казанская, 52 / Горбачёва, 14                                                  |      |
| Начальное училище №431510243910005 | Начальное училище №431510243910005 | | | Кировская область         | арх.   | Казанская, 56                                                                  |      |
| Дом с надворными флигелями П. В. Алцыбеева №431510244100005 | Дом с надворными флигелями П. В. Алцыбеева №431510244100005 | | | Кировская область         | арх.   | Казанская, 56                                                                  |      |
| Дом с лавками П. В. Алцыбеева (Дом, где жил и работал А. И. Деньшин (1893-1948 гг.) №431510243730005 | Дом с лавками П. В. Алцыбеева (Дом, где жил и работал А. И. Деньшин (1893-1948 гг.) №431510243730005 | | | Кировская область         | арх.   | Казанская, 56                                                                  |      |
| Дом Бехтерева Владимира Михайловича № 461410019160006 | Дом Бехтерева Владимира Михайловича № 461410019160006 | 1-я пол. XIX в | | Россия                    | ист.   | Казанская, 65                                                                  |      |
| Комплекс домов служителей Спасского собора № 431420050760006 | Комплекс домов служителей Спасского собора № 431420050760006 | Комплекс домов служителей Спасского собора № 431420050760006                                                               | Комплекс домов служителей Спасского собора № 431420050760006                                                               |                           |        | Казанская, 67, 69, 71                                                          |      |
| | Дом служителей Спасского собора | 1853 | А.Ф. Глазырин | Россия                    | арх.   | Казанская, 67                                                                  |      |
| | Дом служителей Спасского собора | 1842 | И.Т. Соловкин | Россия                    | арх.   | Казанская, 69                                                                  |      |
| | Дом служителей Спасского собора | 1824-1826 1859 | И. Дюссар де Невиль | Россия                    | арх.   | Казанская, 71 / Преображенская, 1                                              |      |
| Жилой дом К. Фирстова | Жилой дом К. Фирстова | | | выяв.                     |        | Казанская, 72                                                                  |      |
| Дом Я. Гусева №431611307170005 | Дом Я. Гусева №431611307170005 | до 1812 | | Кировская область         | арх.   | Казанская, 73 / Преображенская, 2                                              |      |
| Комплекс городской усадьбы В. Д. Сычугова (Дом крестьянина) | | | |                           |        |                                                                                |      |
| | Доходный дом (дом крестьянина) | | | выяв.                     |        | Казанская, 74                                                                  |      |
| | Амбар | | | выяв.                     |        | Казанская, 74а                                                                 |      |
| Здание, где в 1917 году проходили собрания Вятской городской организации РСДРП(б) №431610614060005 | Здание, где в 1917 году проходили собрания Вятской городской организации РСДРП(б) №431610614060005 | | | Кировская область         | ист.   | Казанская, 75-а                                                                |      |
| Торговые лавки с магазинами А.Н. Бальхозиной, И.А. Малых, Клабуковых | Торговые лавки с магазинами А.Н. Бальхозиной, И.А. Малых, Клабуковых | | | Кировская область         |        | Казанская, 79                                                                  |      |
| Дом, в котором в 1855-64 и 1875-1900 гг. жил художник Д. Я. Чарушин | Дом, в котором в 1855-64 и 1875-1900 гг. жил художник Д. Я. Чарушин | | | выяв.                     |        | Казанская, 81а                                                                 |      |
| Дом Д. Микулина | Дом Д. Микулина | | | выяв.                     |        | Казанская, 95 / Красноармейская, 12                                            |      |
| Памятник-обелиск погибшим за советскую власть в годы гражданской войны №431610614090005 | Памятник-обелиск погибшим за советскую власть в годы гражданской войны №431610614090005 | 1960 | Н. И. Козлов | Кировская область         | ист.   | Казанская и Московская                                                         |      |
| Дом Советов №431610615050005 | Дом Советов №431610615050005 | 1937-1949 | Е. И. Громаковский Н. И. Козлов                                                                                            | Кировская область         | арх.   | К. Либкнехта, 69 (Театральная площадь)                                         |      |
| Комплекс Казённого винного склада | | | |                           |        |                                                                                |      |
| | Главный корпус | | | выяв.                     |        | Карла Маркса, д. 18                                                            |      |
| | Административный корпус | | | выяв.                     |        | Советская, д. 55                                                               |      |
| Здание Вятского городского попечительства о бедных | Здание Вятского городского попечительства о бедных | | | выяв.                     |        | К. Маркса, 28 / Р. Люксембург, 68                                              |      |
| Жилой дом (дом И. С. Репина) №431410055600006 | Жилой дом (дом И. С. Репина) №431410055600006 | 1815 | М. А. Анисимов | Россия                    | арх.   | К. Маркса, 70                                                                  |      |
| Здание, в котором проходил 1-й Вятский губернский съезд Советов рабочих, солдатских и крестьянских депутатов, 5-8 января 1918 г. №431610614260005 | Здание, в котором проходил 1-й Вятский губернский съезд Советов рабочих, солдатских и крестьянских депутатов, 5-8 января 1918 г. №431610614260005 | | | Кировская область         | ист.   | К. Маркса, 73                                                                  |      |
| Комплекс зданий завода "Физприбор" | Комплекс зданий завода "Физприбор" | Комплекс зданий завода "Физприбор"                                                                                         | Комплекс зданий завода "Физприбор"                                                                                         | выяв.                     |        | К. Маркса, 75 / Герцена, 41                                                    |      |
| | Дом Ф. И. Злыгостева | | | выяв.                     |        | К. Маркса, 75 / Герцена, 41                                                    |      |
| | Книжный склад | | | выяв.                     |        | К. Маркса, 75 / Герцена, 41                                                    |      |
| | Мастерская учебных пособий | | | выяв.                     |        | К. Маркса, 75 / Герцена, 41                                                    |      |
| | Административный корпус завода "Физприбор" | | | выяв.                     |        | К. Маркса, 75 / Герцена, 41                                                    |      |
| Дом А. И. Лаптевой | Дом А. И. Лаптевой | | | выяв.                     |        | К. Маркса, 116                                                                 |      |
| Флигель А. И. Лаптевой | Флигель А. И. Лаптевой | | | выяв.                     |        | К. Маркса, 116а                                                                |      |
| Дом, в котором проходила 1-я губернская конференция РСДРП(б), (здание бывш. Народного дома), 2-4 октября 1917 г. №431610614960005 | Дом, в котором проходила 1-я губернская конференция РСДРП(б), (здание бывш. Народного дома), 2-4 октября 1917 г. №431610614960005 | | | Кировская область         | ист.   | пер. Кооперативный, 4                                                          |      |
| Дом, в котором родился и жил художник Н. Н. Хохряков, 1857—1928 гг. №431610614160005 | Дом, в котором родился и жил художник Н. Н. Хохряков, 1857—1928 гг. №431610614160005 | 1993 | | Кировская область         | ист.   | пер. Копанский, 4                                                              |      |
| Дом Д. Матанцева | Дом Д. Матанцева | | | выяв.                     |        | Ленина, 41 / Труда, 19                                                         |      |
| Дом А. С. Еськовой | Дом А. С. Еськовой | | | выяв.                     |        | Ленина, 55 / Пятницкая, 5                                                      |      |
| Дом В. В. Королевой с надворными службами | Дом В. В. Королевой с надворными службами | | | выяв.                     |        | Ленина, 65                                                                     |      |
| Главный дом усадьбы С. О. Якубовского | Главный дом усадьбы С. О. Якубовского | | | выяв.                     |        | Ленина, 67                                                                     |      |
| Дом купца И. А. Смолянинова с надворными постройками (Фотопавильон Жаковича) | Дом купца И. А. Смолянинова с надворными постройками (Фотопавильон Жаковича) | | | выяв.                     |        | Московская, 7 / Ленина, 69                                                     |      |
| Дом И. Кочурова | Дом И. Кочурова | | | выяв.                     |        | Московская, 7 / Ленина, 69                                                     |      |
| Дом Н. И. Клабукова | Дом Н. И. Клабукова | | | выяв.                     |        | Московская, 6 / Ленина, 71                                                     |      |
| Дом С. А. Кириллова | Дом С. А. Кириллова | | | выяв.                     |        | Ленина, 70 / Пятницкая. 8                                                      |      |
| Центральная гостиница №431610615070005 | Центральная гостиница №431610615070005 | 1937 | И. А. Чарушин | Кировская область         | арх.   | Ленина, 80а / Московская, 5                                                    |      |
| Здание Благородного собрания, где в 1918 г. размещался отряд латышских стрелков (дом П. Г. Аршаулова) №461410014950006 | Здание Благородного собрания, где в 1918 г. размещался отряд латышских стрелков (дом П. Г. Аршаулова) №461410014950006 | 1813 | М. А. Анисимов | Россия                    | ист.   | Ленина, 82, Спасская 17                                                        |      |
| Аптека Бермана | Аптека Бермана | | | выяв.                     |        | Ленина, 81 / Горбачева, 24                                                     |      |
| Дом, в котором в 1848—1855 гг. жил писатель Салтыков-Щедрин Михаил Евграфович (дом Раша И. Х.) №461410014960006 | Дом, в котором в 1848—1855 гг. жил писатель Салтыков-Щедрин Михаил Евграфович (дом Раша И. Х.) №461410014960006 | 1-я пол. XIX в. | | Россия                    | ист.   | Ленина, 93                                                                     |      |
| Дом А. С. Куклина | Дом А. С. Куклина | | | выяв.                     |        | Ленина, 95 / Орловская, 14                                                     |      |
| Магазин "Обувь" | Магазин "Обувь" | | | выяв.                     |        | Ленина, 95а                                                                    |      |
| «Красный замок» Тихона Булычева. В 1914 – 1915 гг. был — Домом инвалидов и сирот Великой войны. Во время Гражданской войны, с апреля до 14 июня 1919 г. в здании размещался штаб 3-й армии Восточного фронта (Белого движения), а чуть позже особняк оказался занят органами ВЧК. №431610614510005 | «Красный замок» Тихона Булычева. В 1914 – 1915 гг. был — Домом инвалидов и сирот Великой войны. Во время Гражданской войны, с апреля до 14 июня 1919 г. в здании размещался штаб 3-й армии Восточного фронта (Белого движения), а чуть позже особняк оказался занят органами ВЧК. №431610614510005 | 1911 | И. А. Чарушин | Кировская область         | ист.   | Ленина, 96                                                                     |      |
| Дом, в котором в январе 1919 г. работала комиссия ЦК РКП(б) И Совета обороны по укреплению Восточного фронта (дом Н. В. Рязанцева) №431510387530006 | Дом, в котором в январе 1919 г. работала комиссия ЦК РКП(б) И Совета обороны по укреплению Восточного фронта (дом Н. В. Рязанцева) №431510387530006 | 1820 1912—1913 | Н. А. Андреевский, Ф. Ф. Яголковский                                                                                       | Россия                    | ист.   | Ленина, 97                                                                     |      |
| Старообрядческая молельня №431610735820004 | Старообрядческая молельня №431610735820004 | | | Киров (Кировская область) | арх.   | Ленина, 100                                                                    |      |
| Особняк Я. А. Прозорова №431610615090005 | Особняк Я. А. Прозорова №431610615090005 | 1870-1871 | А. С. Андреев | Кировская область         | арх.   | Ленина, 104 / Красноармейская, 14                                              |      |
| Дом П. Ф. Савинцева | Дом П. Ф. Савинцева | | | выяв.                     |        | Ленина, 105                                                                    |      |
| Здание Кировского Государственного педагогического института, 14 декабря 1922 г. №431610614360005 | Здание Кировского Государственного педагогического института, 14 декабря 1922 г. №431610614360005 | | | Кировская область         | ист.   | Ленина, 111                                                                    |      |
| Могила Рудницкого Николая Васильевича (1877—1953 гг.), селекционера. №431510388200006 | Могила Рудницкого Николая Васильевича (1877—1953 гг.), селекционера. №431510388200006 | 1953 | | Россия                    | ист.   | Ленина, 166-а                                                                  |      |
| Кладбище воинов Советской Армии, умерших от ран в эвакогоспиталях в годы Великой Отечественной войны, 1941—1945 гг. №431610614550005 | Кладбище воинов Советской Армии, умерших от ран в эвакогоспиталях в годы Великой Отечественной войны, 1941—1945 гг. №431610614550005 | | | Кировская область         | ист.   | Лобановское кладбище                                                           |      |
| Кладбище воинов Советской Армии, умерших от ран в эвакогоспиталях в годы Великой Отечественной войны, 1941—1945 гг. №431610732580005 | Кладбище воинов Советской Армии, умерших от ран в эвакогоспиталях в годы Великой Отечественной войны, 1941—1945 гг. №431610732580005 | | | Кировская область         | ист.   | Мезринское кладбище                                                            |      |
| Здание, где проходил первый Вятский губернский съезд РКСМ, 15-20 февраля 1919 г. №431610614310005 | Здание, где проходил первый Вятский губернский съезд РКСМ, 15-20 февраля 1919 г. №431610614310005 | | | Кировская область         | ист.   | Московская, 2-а                                                                |      |
| Гостиный двор | Гостиный двор | | | выяв.                     |        | Московская, 4                                                                  |      |
| Усадьба Н. Г. Филиппова (прим.: присутствует в региональном списке ОКН, но отсутствует номер и запись в реестре Минкульта) | Усадьба Н. Г. Филиппова (прим.: присутствует в региональном списке ОКН, но отсутствует номер и запись в реестре Минкульта) | Усадьба Н. Г. Филиппова (прим.: присутствует в региональном списке ОКН, но отсутствует номер и запись в реестре Минкульта) | Усадьба Н. Г. Филиппова (прим.: присутствует в региональном списке ОКН, но отсутствует номер и запись в реестре Минкульта) | Кировская область         |        | Московская, 9                                                                  |      |
| | Дом с магазинами и арочным проездом | 1912 | Арх. Э. К. Нюквист | Кировская область         |        | Московская, 9                                                                  |      |
| | Дом с магазином | | | Кировская область         |        | Московская, 9                                                                  |      |
| | Лавка на усадьбе Н. Г. Филиппова | 1893 | | Кировская область         |        | Московская, 9                                                                  |      |
| | Службы на усадьбе Н. Г. Филиппова | к. XIX — н. XX | | Кировская область         |        | Московская, 9                                                                  |      |
| Здание, в котором находился Вятский губком РКП (б), 1918—1919 гг. №431610615750005 | Здание, в котором находился Вятский губком РКП (б), 1918—1919 гг. №431610615750005 | | | Кировская область         | ист.   | Московская, 12а                                                                |      |
| Дом, в котором жил зоолог А. И. Кардаков | Дом, в котором жил зоолог А. И. Кардаков | | | выяв.                     |        | Московская, 21                                                                 |      |
| Дом Ф. М. Рязанцева №431410056170006 | Дом Ф. М. Рязанцева №431410056170006 | 1782 | Ф. М. Росляков | Россия                    | арх.   | Московская, 26                                                                 |      |
| Дом А. Е. Калашникова №431410072750006 | Дом А. Е. Калашникова №431410072750006 | 1798 | Ф. М. Росляков | Россия                    | арх.   | Московская, 27                                                                 |      |
| Дом Ф. М. Рязанцева №431510398090006 | Дом Ф. М. Рязанцева №431510398090006 | 1791, 1874 | Ф. М. Росляков | Россия                    | арх.   | Московская, 28                                                                 |      |
| Дом Я. Караваева №431510398160006 | Дом Я. Караваева №431510398160006 | до 1847 | Ф.М Росляков | Россия                    | арх.   | Московская, 29-а                                                               |      |
| Усадьба И. С. Колошина: №431420749480006 | Усадьба И. С. Колошина: №431420749480006 | Усадьба И. С. Колошина: №431420749480006                                                                                   | Усадьба И. С. Колошина: №431420749480006                                                                                   | Россия                    | арх.   |                                                                                |      |
| | 1) Дом с воротами и оградой | 1791-1796, 1896 | Ф. М. Росляков И. А. Чарушин                                                                                               | Россия                    | арх.   | Московская, 32                                                                 |      |
| | 2) Флигель с воротами и оградой | до 1799, 1822 | Ф. М. Росляков | Россия                    | арх.   | Московская, 30                                                                 |      |
| Дом Г. С. Колошина | Дом Г. С. Колошина | | | выяв.                     |        | Московская, 31                                                                 |      |
| Комплекс усадьбы Г. С. Колошина | Комплекс усадьбы Г. С. Колошина | | | выяв.                     |        | Московская, 33                                                                 |      |
| | Дом (Городское училище) | | | выяв.                     |        | Московская, 33                                                                 |      |
| | Лавка | | | выяв.                     |        | Московская, 33                                                                 |      |
| | Ворота со львами | | | выяв.                     |        | Московская, 33                                                                 |      |
| Здание бывш. женской гимназии, откр. в 1859 г. №431610760020005 | Здание бывш. женской гимназии, откр. в 1859 г. №431610760020005 | | | Кировская область         | ист.   | Московская, 35                                                                 |      |
| Здание театра №431510398410006 | Здание театра №431510398410006 | 1939 | И. Г. Бугров А. Н. Федоров                                                                                                 | Россия                    | арх.   | Московская, 37 (Театральная площадь)                                           |      |
| Дом причта Всехсвятской церкви | Дом причта Всехсвятской церкви | | | выяв.                     |        | Московская, 50                                                                 |      |
| Могила 1-го председателя Вятского комитета РСДРП В. А. Горбачева №431610614430005 | Могила 1-го председателя Вятского комитета РСДРП В. А. Горбачева №431610614430005 | 1906 | | Кировская область         | ист.   | Октябрьский пр-т, 34                                                           |      |
| Здание, где на общегородском собрании передовой молодежи г. Вятки была создана городская организация комсомола, 16 октября 1918 г. №431610614370005 | Здание, где на общегородском собрании передовой молодежи г. Вятки была создана городская организация комсомола, 16 октября 1918 г. №431610614370005 | | | Кировская область         | ист.   | Октябрьский пр-т, 125                                                          |      |
| Дом А. П. Важенина | Дом А. П. Важенина | | | выяв.                     |        | Орловская, 15 / Казанская, 76                                                  |      |
| Дом, в котором в 1837 г. при участии революционера-демократа Герцена Александра Ивановича была основана публичная библиотека (дом П.Гусева) №461410019120006 | Дом, в котором в 1837 г. при участии революционера-демократа Герцена Александра Ивановича была основана публичная библиотека (дом П.Гусева) №461410019120006 | 1-я треть XIX в. | | Россия                    | ист.   | Орловская, 17-а                                                                |      |
| Дом, в котором жил советский полководец В. К. Блюхер, апрель-июнь 1919 г. №431610611070005 | Дом, в котором жил советский полководец В. К. Блюхер, апрель-июнь 1919 г. №431610611070005 | | | Кировская область         | ист.   | Орловская, 18                                                                  |      |
| Дом А. А. Матанцева | Дом А. А. Матанцева | | | выяв.                     |        | Орловская, 21 / Ленина, 93                                                     |      |
| Дома городской усадьбы Литвиновых | | | |                           |        |                                                                                |      |
| | Дом с торговой лавкой | | | выяв.                     |        | Орловская, д. 33                                                               |      |
| | Флигель | | | выяв.                     |        | Орловская, д. 33а                                                              |      |
| Дом Е. Д. Мышкина | Дом Е. Д. Мышкина | | | выяв.                     |        | Орловская, 42 / Володарского, 126                                              |      |
| Дом, в котором жила профессиональная революционерка Л. Н. Сталь, 1918—1920 гг. №431610614540005 | Дом, в котором жила профессиональная революционерка Л. Н. Сталь, 1918—1920 гг. №431610614540005 | | | Кировская область         | ист.   | Преображенская, 3                                                              |      |
| Особняк А. П. Долгушина №431610615110005 | Особняк А. П. Долгушина №431610615110005 | 1900 | | Кировская область         | арх.   | Преображенская, 7                                                              |      |
| Здание, где проходило заседание Вятского комитета РСДРП по поводу событий 9 января 1905 г. в Петербурге, 11 января 1905 г. №431610614400005 | Здание, где проходило заседание Вятского комитета РСДРП по поводу событий 9 января 1905 г. в Петербурге, 11 января 1905 г. №431610614400005 | | | Кировская область         | ист.   | Преображенская, 15                                                             |      |
| Дом, в котором в 1869—1873 гг. и в 1876—1878 гг. жил основоположник космонавтики Циолковский Константин Эдуардович (усадьба Шуравиных) №451210005850006 | Дом, в котором в 1869—1873 гг. и в 1876—1878 гг. жил основоположник космонавтики Циолковский Константин Эдуардович (усадьба Шуравиных) №451210005850006 | 1-я пол. ХIХ в | | Россия                    | ист.   | Преображенская, 16                                                             |      |
| Дом Г. Т. Пяткина | Дом Г. Т. Пяткина | | | выяв.                     |        | Преображенская, 20                                                             |      |
| Дом Е. А. Митягина | Дом Е. А. Митягина | | | выяв.                     |        | Преображенская, 36 / Володарского, 92                                          |      |
| Флигель Ф. Л. Ездакова | Флигель Ф. Л. Ездакова | | | выяв.                     |        | Преображенская, 39 / Володарского, 93                                          |      |
| Дом Ф. Л. Ездакова | Дом Ф. Л. Ездакова | | | выяв.                     |        | Преображенская, 39а                                                            |      |
| Дом А. И. Пыхтеева | Дом А. И. Пыхтеева | | | выяв.                     |        | Преображенская, 46                                                             |      |
| Дом, где с 1912 по 1927 гг. работала видная революционерка и общественный деятель Л. К. Громозова. №431610614410005 | Дом, где с 1912 по 1927 гг. работала видная революционерка и общественный деятель Л. К. Громозова. №431610614410005 | | | Кировская область         | ист.   | Преображенская, 82                                                             |      |
| Дом, где с 1912 по 1927 год работала видная революционерка и общественный деятель Л.К. Громозова №431610614410005 | Дом, где с 1912 по 1927 год работала видная революционерка и общественный деятель Л.К. Громозова №431610614410005 | | | Кировская область         | ист.   | Преображенская, 82                                                             |      |
| Троицкая церковь №431510398500006 | Троицкая церковь №431510398500006 | 1770-1776 | | Россия                    | арх.   | Проезжая, 27 (бывшее с. Макарье)                                               |      |
| Церковно-приходская школа при церкви Иоанна Предтечи | Церковно-приходская школа при церкви Иоанна Предтечи | | | выяв.                     |        | Пятницкая, 9                                                                   |      |
| Дом служителей церкви Иоанна Предтечи | Дом служителей церкви Иоанна Предтечи | | | выяв.                     |        | Пятницкая, 11                                                                  |      |
| Дом, в котором жили архитектор И. А. Чарушин и где прошли детские и юношеские годы писателя и художника Е. И. Чарушина, 1940 г. №431610614530005 | Дом, в котором жили архитектор И. А. Чарушин и где прошли детские и юношеские годы писателя и художника Е. И. Чарушина, 1940 г. №431610614530005 | нач. ХХ в | | Кировская область         | ист.   | Пятницкая, 15                                                                  |      |
| Ансамбль Вятской духовной семинарии: №431420077400006 | Ансамбль Вятской духовной семинарии: №431420077400006 | Ансамбль Вятской духовной семинарии: №431420077400006                                                                      | Ансамбль Вятской духовной семинарии: №431420077400006                                                                      | Россия                    | арх.   | Романа Ердякова, д. 1                                                          |      |
| | 1) Архиерейский дом | 1795 | Ф. М. Росляков |                           | арх.   | Романа Ердякова, д. 1                                                          |      |
| | 2) Баня | 1795-1799 | | арх.                      |        | Романа Ердякова, д. 1                                                          |      |
| | 3) Библиотека | 1831 | И. Дюсар де Невиль | арх.                      |        | Романа Ердякова, д. 1                                                          |      |
| | 4) Больница | сер. XIX в. | | арх.                      |        | Романа Ердякова, д. 1                                                          |      |
| | 5) Корпус учебный северный | кон. XVIII в | Ф. М. Росляков | арх.                      |        | Романа Ердякова, д. 1                                                          |      |
| | 6) Корпус учебный южный | 1795 | Ф. М. Росляков | арх.                      |        | Романа Ердякова, д. 1                                                          |      |
| | 7) Поварня | 1827 | И. Дюсар де Невиль | арх.                      |        | Романа Ердякова, д. 1                                                          |      |
| | 8) Пруд | XVIII-XIX вв. | | арх.                      |        | Романа Ердякова, д. 1                                                          |      |
| Братская могила с обелиском жертв царского террора, 1907 г. №431610614280005 | Братская могила с обелиском жертв царского террора, 1907 г. №431610614280005 | | | Кировская область         | ист.   | Романа Ердякова, 30, берег реки Люльченки                                      |      |
| Дом Булькановых, в котором находилась штаб-квартира большевиков вятских железнодорожных мастерских №431711294480005 | Дом Булькановых, в котором находилась штаб-квартира большевиков вятских железнодорожных мастерских №431711294480005 | | | Кировская область         | ист.   | Розы Люксембург, 15                                                            |      |
| Здание 1-го и 5-го начальных училищ | Здание 1-го и 5-го начальных училищ | | | выяв.                     |        | Розы Люксембург, 66                                                            |      |
| Церковь Иоанна Предтечи №461410014970006 | Церковь Иоанна Предтечи №461410014970006 | 1714, 1730—1740-е, 1781, 1825, 1898                                                                                        | И. Дюссар де Невиль И. А. Чарушин                                                                                          | Россия                    | арх.   | Свободы, 54-в                                                                  |      |
| Родовспомогательное отделение губернской больницы №432211360380005 | Родовспомогательное отделение губернской больницы №432211360380005 | | | Кировская область         | арх.   | Свободы, д. 64 / Преображенская, д. 24                                         |      |
| Здание бывшего родовспомогательного приюта | Здание бывшего родовспомогательного приюта | 1903 | арх. Г. Г. Кугушев | выяв.                     |        | Свободы, 64                                                                    |      |
| Здание Бактериологического института | Здание Бактериологического института | 1914 | арх. И. И. Горбунов | выяв.                     |        | Свободы, 64                                                                    |      |
| Ансамбль городской усадьбы Вятского купца 3-й гильдии Степана Андреевича Сунцова | Ансамбль городской усадьбы Вятского купца 3-й гильдии Степана Андреевича Сунцова | Ансамбль городской усадьбы Вятского купца 3-й гильдии Степана Андреевича Сунцова                                           | Ансамбль городской усадьбы Вятского купца 3-й гильдии Степана Андреевича Сунцова                                           | выяв.                     |        |                                                                                |      |
| | Дом С. Сунцова (здание, где в 1840-1850 гг. размещалась Вятская публичная библиотека) Прим: этот объект также находится в региональном реестре за адресом Спасская, 14 | | | выяв.                     |        | Свободы, д. 73                                                                 |      |
| | Служебный корпус усадьбы С. А. Сунцова | | | выяв.                     |        | Свободы, д. 73а                                                                |      |
| Здание, где проходил 1-й Вятский губернский съезд профсоюзов, 13-19 апреля 1918 г. №431610614380005 | Здание, где проходил 1-й Вятский губернский съезд профсоюзов, 13-19 апреля 1918 г. №431610614380005 | | | Кировская область         | ист.   | Свободы, 76                                                                    |      |
| Дом С. О. Ильинского | Дом С. О. Ильинского | | | выяв.                     |        | Свободы, 77а                                                                   |      |
| Городская пожарная часть №431610615100005 | Городская пожарная часть №431610615100005 | 1867 | А. С. Андреев | Кировская область         | арх.   | Свободы, 113                                                                   |      |
| Здание, где был напечатан 1-й номер газеты «Вятская правда», 21 декабря 1917 г. №431610614390005 | Здание, где был напечатан 1-й номер газеты «Вятская правда», 21 декабря 1917 г. №431610614390005 | | | Кировская область         | ист.   | Свободы, 124                                                                   |      |
| Дом, в котором жил поэт Н. А. Заболоцкий | Дом, в котором жил поэт Н. А. Заболоцкий | | | выяв.                     |        | Спасская, 4                                                                    |      |
| Приказная изба (Питейный дом) №451210005870006 | Приказная изба (Питейный дом) №451210005870006 | нач. XVIII | | Россия                    | арх.   | Спасская, 4-б                                                                  |      |
| Дом И. С. Репина №431610614710035 | Дом И. С. Репина №431610614710035 | 1817 | | Кировская область         | арх.   | Спасская, 6                                                                    |      |
| Комплекс застройки улицы №431620614710005 | Комплекс застройки улицы №431620614710005 | Комплекс застройки улицы №431620614710005                                                                                  | Комплекс застройки улицы №431620614710005                                                                                  | Кировская область         | арх.   | Спасская, д. 6 / Ленина, д. 84, Спасская, д. 8 / Ленина, д. 77, Спасская, 10-а |      |
| Ансамбль площади №431620649130005 | Ансамбль площади №431620649130005 | Ансамбль площади №431620649130005                                                                                          | Ансамбль площади №431620649130005                                                                                          | Кировская область         | арх.   | Казанская, 50, Спасская, 6, 11-а, 15-а                                         |      |
| | 1) Здание торговых лавок №431610649130025 | | | Кировская область         | арх.   | Спасская, 6 /Ленина, 84                                                        |      |
| | 2) Здание торговых лавок №431610649130035 | | | Кировская область         | арх.   | Спасская, 11-а                                                                 |      |
| | 3) Здание торговых лавок №431610649130045 | | | Кировская область         | арх.   | Спасская, 15-а                                                                 |      |
| | 4) Магазин П.П. Клобукова №431510243520005 | | | Кировская область         |        | Спасская, 15, литер А                                                          |      |
| | 5) Магазин Сунцовых №431510243540005 | | | Кировская область         |        | Спасская, 15, литер А1                                                         |      |
| Дом Татаурова №431610614710015 | Дом Татаурова №431610614710015 | 1795 | Ф. М. Росляков | Кировская область         | арх.   | Спасская, 8 / Ленина, 77                                                       |      |
| Дом Аверкия Перминова №431610614710025 | Дом Аверкия Перминова №431610614710025 | 1755 | | Кировская область         | арх.   | Спасская, 10-а                                                                 |      |
| Дом Машковцева (гимназия) №431510397620006 | Дом Машковцева (гимназия) №431510397620006 | 1796 1841 | Ф. М. Росляков М. А. Анисимов                                                                                              | Россия                    | ист.   | Спасская, 12                                                                   |      |
| Здание (бывшая мужская гимназия), где учились народоволец Н. А. Желваков, народники П. А. Голубов, Н. А. Чарушин, известные ученые: В. М. Бехтерев, А. Н. Бакулев, Н. В. Рудницкий, Н. А. Буш, А. А. Спицын, К. Э. Циолковский и др. №431611294820005                                              | Здание (бывшая мужская гимназия), где учились народоволец Н. А. Желваков, народники П. А. Голубов, Н. А. Чарушин, известные ученые: В. М. Бехтерев, А. Н. Бакулев, Н. В. Рудницкий, Н. А. Буш, А. А. Спицын, К. Э. Циолковский и др. №431611294820005                                              | | | Кировская область         | ист.   | Спасская, 12-б                                                                 |      |
| Дом С.А. Сунцова | Дом С.А. Сунцова | | | Кировская область         |        | Спасская, 14                                                                   |      |
| Здание Волжско-Камского банка №431610615000005 | Здание Волжско-Камского банка №431610615000005 | 1879 | | Кировская область         | арх.   | Спасская, 19 / Ленина, 75                                                      |      |
| Здание, в котором размещался Вятский губернский Совет рабочих, крестьянских и солдатских депутатов, 1918 г. №431610614180005 | Здание, в котором размещался Вятский губернский Совет рабочих, крестьянских и солдатских депутатов, 1918 г. №431610614180005 | | | Кировская область         | ист.   | Спасская, 20                                                                   |      |
| Здание, в котором находился Вятский горком комсомола.1919-1923 гг. №431610614230005 | Здание, в котором находился Вятский горком комсомола.1919-1923 гг. №431610614230005 | | | Кировская область         | ист.   | Спасская, 23                                                                   |      |
| Усадьба Ф. В. Веретенникова: №431610615020005 | Усадьба Ф. В. Веретенникова: №431610615020005 | Усадьба Ф. В. Веретенникова: №431610615020005                                                                              | Усадьба Ф. В. Веретенникова: №431610615020005                                                                              | Кировская область         | арх.   | Спасская, 24                                                                   |      |
| | 1) Жилой дом | | | Кировская область         | арх.   | Спасская, 24                                                                   |      |
| | 2) Ворота и ограда | 1816 | | Кировская область         | арх.   | Спасская, 24                                                                   |      |
| Дом, в котором жил главный конструктор танка Т-34 М. И. Кошкин, 1920-е гг. №431610614460005 | Дом, в котором жил главный конструктор танка Т-34 М. И. Кошкин, 1920-е гг. №431610614460005 | | | Кировская область         | ист.   | Спасская, 31                                                                   |      |
| Особняк И. Я. Ухова | Особняк И. Я. Ухова | 1817 | Н. А. Андреевский | выяв.                     |        | Спасская, 32 / К. Маркса, 74                                                   |      |
| Дом П. П. Москвитинова | Дом П. П. Москвитинова | | | выяв.                     |        | Спасская, 37                                                                   |      |
| Дом (деревянный) Особняк В. Я. Жмакиной. Здесь в 1836—1837 гг. жил арх. А. Л. Витберг. №431510398130006 | Дом (деревянный) Особняк В. Я. Жмакиной. Здесь в 1836—1837 гг. жил арх. А. Л. Витберг. №431510398130006 | 1815 | Н. А. Андреевский | Россия                    | арх.   | Спасская, 41-а                                                                 |      |
| Дом связи №431610615030005 | Дом связи №431610615030005 | 1930 | Б. А. Коршунов | Кировская область         | арх.   | Спасская, 43 / Володарского, 105                                               |      |
| Дом И. Г. Аршаулова | Дом И. Г. Аршаулова | | | выяв.                     |        | Спасская, 47                                                                   |      |
| Здание Вятского реального училища, в котором в 1874—1875 гг. учился рабочий-революционер Халтурин Степан Николаевич и писатель Александр Грин (1889—1892 гг.) №431711294590006 | Здание Вятского реального училища, в котором в 1874—1875 гг. учился рабочий-революционер Халтурин Степан Николаевич и писатель Александр Грин (1889—1892 гг.) №431711294590006 | 1869 | Н. А. Андреевский | Россия                    | ист.   | Спасская, 67                                                                   |      |
| Дом, где учился в 1874-1875 гг. выдающийся рабочий революционер С.Н. Халтурин. Дом, где в июне 1921 года выступал М.И. Калинин перед студентами и преподавателями пединститута №431610614240005 | Дом, где учился в 1874-1875 гг. выдающийся рабочий революционер С.Н. Халтурин. Дом, где в июне 1921 года выступал М.И. Калинин перед студентами и преподавателями пединститута №431610614240005 | | | Кировская область         |        | Спасская, 67а                                                                  |      |
| Серафимовская церковь №431610614780005 | Серафимовская церковь №431610614780005 | 1907 | И. А. Чарушин | Кировская область         | арх.   | Урицкого, 25                                                                   |      |
| Ново-Вятский домостроительный комбинат, где работал Герой Советского Союза А. И. Рухлядев №431611294490005 | Ново-Вятский домостроительный комбинат, где работал Герой Советского Союза А. И. Рухлядев №431611294490005 | | | Кировская область         | ист.   | Коммуны, 1                                                                     |      |
| Кладбище воинов Советской Армии, умерших от ран в эвакогоспиталях в годы Великой Отечественной войны, 1941—1945 гг. №431610612370005 | Кладбище воинов Советской Армии, умерших от ран в эвакогоспиталях в годы Великой Отечественной войны, 1941—1945 гг. №431610612370005 | | | Кировская область         | ист.   | Старомакарьевское кладбище                                                     |      |
| Памятное место, где 18-19 июня 1921 г. выступал М. И. Калинин перед жителями села Костино и с. Бахта | Памятное место, где 18-19 июня 1921 г. выступал М. И. Калинин перед жителями села Костино и с. Бахта | | | Кировская область         | ист.   |                                                                                |      |
| Здание, где в школе учился Герой Советского Союза Садаков П. С. | Здание, где в школе учился Герой Советского Союза Садаков П. С. | | | Кировская область         | ист.   | бывшая д. Чуги                                                                 |      |

## Памятники монументального искусства
| Наименование                                                    | Год  | Авторы                                                 | Тип               | Адрес                        | Фото |
| --------------------------------------------------------------- | ---- | ------------------------------------------------------ | ----------------- | ---------------------------- | ---- |
| Памятник В. И. Ленину №431610614010005                          | 1970 | ск-ры М. М. Кошкин, Ф. А. Шпак, арх. И. М. Синица      | Кировская область | Театральная площадь          |      |
| Памятник С. Н. Халтурину № 431410048400006                      | 1923 | ск. Н. И. Шильников, арх. И. А. Чарушин                | Россия            | Казанская, Московская, сквер |      |
| Памятник А. И. Герцену №431510396560006                         | 1948 | ск. В. С. Рязанцев, арх. Н. И. Козлов                  | Россия            | Герцена, 50                  |      |
| Памятник С. М. Кирову №431610614000005                          | 1966 | ск. Г. Е. Арапов, арх-ры Г. И. Гаврилов, Е. И. Кутырев | Кировская область | Октябрьский пр-т, Воровского |      |
| Памятник С. М. Кирову №461410033990006                          | 1957 | ск. Н. В. Томский, арх. Н. И. Козлов                   | Россия            | Октябрьский пр-т, пл. Лепсе  |      |
| Памятник В. М. и А. М. Васнецовым №431610615150005              | 1992 | ск. Ю. Г. Орехов, арх. С. П. Хаджибаронов              | Кировская область | К. Маркса, 70                |      |
| Памятник героическому труду «Кировчане-фронту» №431610614020005 | 1967 | ск. А. И. Веселов, арх. Ю. И. Кармазин                 | Кировская область | Октябрьский пр-т             |      |
| Памятник Ивану Степановичу Коневу №431610613980005              | 1994 | ск. Антони Хайдецкий арх. В. И. Борцов, В. И. Кропачев | Кировская область | Площадь имени Маршала Конева |      |

## Памятники археологии
| Наименование                                    | Тип    | Адрес                                                                                         | Фото |
| ----------------------------------------------- | ------ | --------------------------------------------------------------------------------------------- | ---- |
| Наговицкое городище (Филейское, Наговицынское)  | Россия | Территория спорткомплекса Трамплин                                                            |      |
| Чижевское городище                              | Россия | южнее дер. Чижи                                                                               |      |
| Остатки земляного вала Хлынова                  | Россия | Володарского, Герцена, Спасская, Карла Маркса, Московская, Свободы, Пятницкая, Преображенская |      |
| Стоянка «Черное озеро», эпоха позднего мезолита | Россия |                                                                                               |      |
| Лянгасовское селище                             | Россия |                                                                                               |      |

## Выявленные объекты археологии
| Наименование                                                               | Адрес | Фото |
| -------------------------------------------------------------------------- | ----- | ---- |
| Вятский (Хлыновский) кремль                                                |       |      |
| Северо-восточная часть посада Хлынова-Вятки                                |       |      |
| Участок культурного слоя восточной части Монастырской слободы XVII-XIX вв. |       |      |
| Участок культурного слоя центральной части г. Хлынова-Вятки XVII-XIX вв    |       |      |
| Участок культурного слоя центральной части г. Хлынова-Вятки                |       |      |
| Участок культурного слоя г. Хлынова-Вятки XVIII-XX вв                      |       |      |
| Участок культурного слоя г. Хлынова-Вятки XVIII-XX вв                      |       |      |
| «Коробовское селище, XVII-XX вв.»                                          |       |      |